# Георг Браун
Георг Браун (на немски: Georg Braun) е германски картограф, издател и католически духовник.
Роден е през 1542 година в Кьолн. Става свещеник и в продължение на 37 години служи в разрушената през XIX век църква „Света Мария ад Градус“. Вдъхновен от по-ранната Cosmographia на Себастиан Мюнстер, между 1572 и 1617 година организира създаването и издаването на шесттомния сборник Civitates orbis terrarum, съдържащ карти и изгледи от птичи поглед на 546 града, главно от Европа. Изданието е с високо качество и се превръща в образец за картографията през следващото столетие.
Георг Браун умира на 10 март 1622 година в Кьолн.
- Кьолн
- Константинопол
- Рим
- Париж
- Амстердам
- Мексико